# Phoenix (pel·lícula)
Phoenix és una pel·lícula policíaca de 1998 dirigida pel britànic Danny Cannon.

## Argument
Aquest drama negre ubicat a Arizona i actualitzat per a sensibilitats postmodernes és similar en el to a uns altres homenatges a films B, com Bad Lieutenant (1992), Pulp Fiction (1994) i la premiada l'any abans L.A. Confidential (1997). Ray Liotta fa del detectiu de policia de Phoenix Harry Collins, un policia de bon cor amb una cambrera comprensiva (Anjelica Huston) i un deute de 32.000 dòlars a un correor d'apostes, Chicago (Tom Noonan). Encara que Chicago s'ofereix a perdonar el deute de Harry a canvi d'un assassinat, i Mike (Anthony LaPaglia), el company de Harry s'ofereix a matar Chicago, Harry rebutja la seva generositat, insistint que ell mai deixarà de complir amb relació a una aposta o trairà un amic. En canvi, Harry disposa un pla per estafar un tauró dels préstecs i propietari d'un club de striptease, Louie (Giancarlo Esposito) amb l'ajuda de Mike i dos policies corruptes amics, James (Daniel Baldwin) i Fred (Jeremy Piven).

## Repartiment
- Ray Liotta: Harry Collins
- Anthony LaPaglia: Mike Henshaw
- Anjelica Huston: Leila
- Daniel Baldwin: James Nutter
- Jeremy Piven: Fred Shuster
- Tom Noonan: Chicago
- Xander Berkeley: Clyde Webber
- Giancarlo Esposito: Louie
- Brittany Murphy: Veronica
- Kari Wührer: Katie Shuster
- Giovanni Ribisi: Joey Schneider

## Crítica
Lawrence Van Gelder, del The New York Times, va dir que "el personatge i els diàlegs superen el suspens a Phoenix però amb un elenc talentós, dirigit per Ray Liotta, que va ser el coproductor d'aquesta història de detectius de policia corrupta a Arizona, li dona un toc atractiu."

## Banda sonora
- "Ama" (escrita per Daniel Riddle i David Parks) interpretada per Hitting Birth
- "11 O'Clock" (Mark Sandman) per Morphine
- "Dogs of Lust (Germicide Mix) " (Matt Johnson) per The The
- "K. C. " (Guy Davis, Marc Olson, i Mike Williamson) per Sage
- "Terrified" (Hubert Clifford) per Hubert Clifford
- "Tragedy" (Clive Richardson) per Clive Richardson
- "Mas i Mas" (David Hidalgo i Louis Perez) per Los Lobos
- "Terraplane Blues" (Robert Johnson) per Robert Johnson
- "Untitled #1" (Josh Haden) per Spain
- "I Can't Win" (Leonard Johnson, Dave Richardson, i Cliff Knight) per Ry Cooder
- "From Four Until Late" (Robert Johnson) per Robert Johnson
- "Until Tomorrow" (Graeme Revell, Danny Cannon, i Gail Ann Dorsey) per Gail Ann Dorsey